# Arsja
Arsja (Pseudorhombus arsius) – gatunek ryby flądrokształtnej z rodziny Paralichthyidae.

## Występowanie
Występuje w Oceanie Indyjskim i Pacyfiku od zatoki Algoa (prawdopodobnie również okolice miasta Knysna w Południowej Afryce) i Zatoki Perskiej po południową Japonię, Filipiny i północną Australię.
Żyje w wodach przybrzeżnych na głębokości 0–200 m, na dnie piaszczystym lub mulistym. Młode osobniki często w słonawych ujściach rzek.

## Cechy morfologiczne
Zazwyczaj osiąga 30 cm (maks. 45 cm) długości. 36 kręgów. Część zębów w przedniej części obu szczęk dość duża. W głębi pyska, z boku żuchwy, 6 do 13 zębów. Na pierwszej parze łuków skrzelowych 15–22 wyraźne, dłuższe niż szersze, wyrostki filtracyjne, 7 na górze, 8–15 na dole. W płetwie grzbietowej 71–84 promienie, w płetwie odbytowej 53–62 promienie. W płetwie piersiowej znajdującej się po stronie oka 11–13 promieni.

## Odżywianie
Żywi się fauną denną.

## Rozród
Dojrzewa płciowo przy długości 16–17 cm.

## Znaczenie
Łowiony jest przez wędkarzy oraz rybaków, sprzedawany świeży.